# Guram Kaschia
Guram Kaschia (georgisch გურამ კაშია; englisch Guram Kashia; * 4. Juli 1987 in Tiflis, Georgische SSR, Sowjetunion) ist ein georgischer Fußballspieler. In seiner Karriere war er fast acht Jahre bei Vitesse Arnheim in den Niederlanden aktiv und ist dort mit seinen 293 Einsätzen Rekordspieler unter Spielern, welche keine niederländische Staatsangehörigkeit besitzen. Weiter ist er mit 113 Einsätzen (Stand Juni 2024) Rekordspieler der georgischen Nationalmannschaft. Er wurde in den Jahren 2012 und 2013 zum georgischen Fußballer des Jahres erwählt.

## Karriere

### Verein
Kaschia startete seine Karriere in der Akademie von Dinamo Tiflis und ging dort zur Saison 2006/07 in den Kader der ersten Mannschaft über. Sein erstes für ihn nachweisbare Spiel war ein 2:1-Sieg über den FC Telawi am 17. September 2006, bei dem er in der Startelf war. In den folgenden Jahren kam er häufig zum Einsatz und nahm auch an mehreren Qualifikationsrunden für europäische Wettbewerbe teil, schaffte es jedoch nie, eine Endrunde mit seinem Team zu erreichen.
Im August 2008 schloss er sich Vitesse Arnheim in den Niederlanden an. Auch hier wurde er schnell Stammspieler und übernahm im Verlauf der Saison 2011/12 das Kapitänsamt. Im August 2015 wurde er zum Spieler des Monats in der Eredivisie gewählt. Sein größter Erfolg mit dem Verein war der Gewinn des KNVB-Pokals in der Saison 2016/17.
Im Januar 2018 unterschrieb er einen Vertrag beim MLS-Franchise San José Earthquakes, für welches er ab dem folgenden Sommer auflief. Sein Debüt in der Liga hatte er am 26. Juli 2018 bei einer 0:1-Niederlage gegen die Seattle Sounders. Die Spielzeit 2019 begann für ihn mit einer Beinverletzung, welche ihn für den gesamten April außer Gefecht setzte. Nach der pandemiebedingten Pause im März 2020 kam er beim MLS-is-Back-Turnier in jeder Partie seiner Mannschaft zum Einsatz, bestritt danach aber lediglich im September noch einmal ein Spiel. Für die Spielzeit 2021 gehörte er nicht mehr zum Kader.
Ab März 2021 verbrachte er den Rest der laufenden Saison in seinem Heimatland bei Lokomotive Tiflis, wo er in fast allen Partien seines Teams auf dem Platz stand. Seit der Spielzeit 2021/22 ist er bei Slovan Bratislava in der Slowakei aktiv. Mit Bratislava wurde er bislang zwei Mal Meister und erreichte mit der Gruppenphase der Conference League 2021/22 erstmals ein internationales Turnier auf Klubebene. Das beste Abschneiden mit Bratislava bei diesem Wettbewerb war bislang das Erreichen des Achtelfinales bzw. der Zwischenrunde.

### Nationalmannschaft
Mit der georgischen U21 nahm Kaschia an der Qualifikation für die Europameisterschaft 2009 teil.
Sein Debüt in der A-Nationalmannschaft hatte er am 1. April 2009, als er bei einem 0:0 gegen Montenegro in der Qualifikation für die Weltmeisterschaft 2010 in der Startelf stand. Ab Juni 2011 erhielt er Einsätze in der Qualifikation für die Europameisterschaft 2012, welche er mit seiner Mannschaft als Vorletzter der Gruppe abschloss. Er hatte auch Einsätze in der Qualifikation für die Weltmeisterschaft 2014, bei der er auch seinen ersten Länderspieltreffer erzielte. Am 12. Oktober 2012 schoss er sein Team in der 57. Minute nach Vorlage von Dawit Targamadse zur zwischenzeitlichen 0:1-Führung, bevor Kasper Hämäläinen in der 62. Minute den Ausgleich für Finnland erzielte, welcher auch gleichzeitig der Endstand war. Es folgten die Qualifikationen für die Europameisterschaft 2016 und zur Weltmeisterschaft 2018, bei denen er mit seinem Team jeweils nur Vorletzter der Qualifikationsgruppen wurde. In der Nations League 2018/19 erreichte er mit seinem Team mit fünf Siegen und einer Niederlage den ersten Platz der Gruppe in der Liga D, was den Aufstieg bedeutete. In der darauffolgenden Qualifikationsphase für die Europameisterschaft 2020 landete er mit seinem Team erneut nur auf dem vorletzten Platz. Durch die Platzierung in der Nations League erreichte er mit seinem Team so aber das Finale der Play-offs, wo er mit seinen Mitspielern final an Nordmazedonien scheiterte.
In der Nations League 2020/21 kam er lediglich ein Mal zum Einsatz, wobei sich seine Mannschaft mit sieben Punkten in der Liga halten konnte. In der Qualifikation für die Weltmeisterschaft 2022 ab März 2021 landete er mit seinem Team trotz zwei Siegen am Ende der Phase erneut nur auf dem vorletzten Platz. In der ab Juni 2022 ausgetragenen Nations League Saison 2022/23 konnte er mit seiner Mannschaft wieder an alte Erfolge anknüpfen. Erneut gelangen ihm mit seinem Team fünf Siege und ein Unentschieden, womit zur Saison 2024/25 der Aufstieg in Liga B erreicht wurde. Zwar schaffte seine Mannschaft in der Qualifikation für die Europameisterschaft 2024 erneut nur den vorletzten Platz in ihrer Gruppe, bekam durch das Abschneiden in der Nations League jedoch wieder einen Platz in den Play-offs zugeteilt. Am 26. März 2024 triumphierte sein Team mit einem 4:2 im Elfmeterschießen über Griechenland und Kaschia verhalf dabei mit, seiner Mannschaft erstmals die Teilnahme an der Endrunde einer Europameisterschaft zu ermöglichen, für die er auch nominiert wurde.

## Sonstige
Im Oktober 2017 trug er bei einem Ligaspiel gegen Heracles Almelo eine regenbogenfarbene Kapitänsbinde, um sich für LGBT-Rechte einzusetzen. Für diese Aktion erhielt er im Nachgang in seinem Heimatland Kritik und es gab Rücktrittsforderungen aus der Nationalmannschaft an ihn. Später wurde ihm für diese Aktion der #EqualGame Award der UEFA verliehen.

## Erfolge
- Niederländischer Pokalsieger 2016/17
- Slowakischer Meister 2021/2022, 2022/2023, 2023/2024